# Little River (Californie)
Pour les articles homonymes, voir Little River.
Little River est une census-designated place du comté de Mendocino, dans l'État de Californie, aux États-Unis,. En 2020, elle compte une population de 94 habitants.